# Cotinusa
Cotinusa  (лат.) — род аранеоморфных пауков из подсемейства Amycinae в семействе пауков-скакунов (Salticidae). Почти все виды распространены только в странах Южной Америки, но есть один вид — Cotinusa distincta, который распространён в Центральной Америке и Мексике.

## Виды
- Cotinusa adelae Mello-Leitão, 1944 — Аргентина
- Cotinusa albescens Mello-Leitão, 1945 — Аргентина
- Cotinusa bisetosa Simon, 1900 — Венесуэла
- Cotinusa bryantae Chickering, 1946 — Панама
- Cotinusa cancellata (Mello-Leitão, 1943) — Бразилия
- Cotinusa deserta (Peckham & Peckham, 1894) — Бразилия
- Cotinusa dimidiata Simon, 1900 — Перу
- Cotinusa distincta (Peckham & Peckham, 1888) — от Мексики до Перу
- Cotinusa fenestrata (Taczanowski, 1878) — Перу
- Cotinusa furcifera (Schenkel, 1953) — Венесуэла
- Cotinusa gemmea (Peckham & Peckham, 1894) — Бразилия
- Cotinusa gertschi (Mello-Leitão, 1947) — Бразилия
- Cotinusa horatia (Peckham & Peckham, 1894) — Бразилия
- Cotinusa irregularis (Mello-Leitão, 1945) — Аргентина
- Cotinusa leucoprocta (Mello-Leitão, 1947) — Бразилия
- Cotinusa magna (Peckham & Peckham, 1894) — Бразилия
- Cotinusa mathematica (Mello-Leitão, 1917) — Бразилия
- Cotinusa melanura Mello-Leitão, 1939 — Парагвай
- Cotinusa puella Simon, 1900 — Бразилия
- Cotinusa pulchra Mello-Leitão, 1917 — Бразилия
- Cotinusa rosascostai Mello-Leitão, 1944 — Аргентина
- Cotinusa rubriceps (Mello-Leitão, 1947) — Бразилия
- Cotinusa septempunctata Simon, 1900 — Венесуэла
- Cotinusa simoni Chickering, 1946 — Панама
- Cotinusa splendida (Dyal, 1935) — Пакистан
- Cotinusa stolzmanni (Taczanowski, 1878) — Перу
- Cotinusa trifasciata (Mello-Leitão, 1943) — Бразилия
- Cotinusa trimaculata Mello-Leitão, 1922 — Бразилия
- Cotinusa vittata Simon, 1900 — Бразилия